# Monreal (kommun i Spanien)
Monreal (spanska) eller Elo (baskiska), officiellt Monreal/Elo, är en kommun i Spanien.   Den ligger i provinsen och regionen Navarra, i den nordöstra delen av landet, 300 km nordost om huvudstaden Madrid. Antalet invånare är 482.